# Grimesnil
Grimesnil is een gemeente in het Franse departement Manche (regio Normandië) en telt 67 inwoners (2009). De plaats maakt deel uit van het arrondissement Coutances.

## Geografie
De oppervlakte van Grimesnil bedraagt 2,7 km², de bevolkingsdichtheid is dus 24,8 inwoners per km².
De onderstaande kaart toont de ligging van Grimesnil met de belangrijkste infrastructuur en aangrenzende gemeenten.

## Demografie
Onderstaande figuur toont het verloop van het inwonertal (bron: INSEE-tellingen).

1. ↑  Populations de référence 2022.